# 1898 في إسبانيا
فيما يلي قوائم الأحداث التي وقعت خلال عام 1898 في إسبانيا.

## أحداث
- 27 مارس – الانتخابات الإسبانية العامة 1898

## سياسة

### انتهاء فترة المنصب
- 1 مايو – سيجسموندو موريت overseas minister  [لغات أخرى]‏.

## مواليد

### مارس
- 26 مارس – ماريا بيرالدو دي كيروس طيارة إسبانية.

### أبريل
- 26 أبريل – بيثنتي أليكساندري شاعر إسباني.

### يونيو
- 5 يونيو – فيديريكو غارثيا لوركا

### يوليو
- 17 يوليو – بينيتو دياز إراولا
- 20 يوليو – إنريكي غوميز لاعب كرة قدم إسباني.
- 21 يوليو – جوسب سونال سياسي إسباني.

### أكتوبر
- 9 أكتوبر – إرمينيو ألمندروس كاتب إسباني.
- 12 أكتوبر – فليكس سيسوماغا لاعب كرة قدم إسباني.
- 22 أكتوبر – داماسو ألونسو

## وفيات

### مايو
- 20 يونيو – مانويل تامايو إيه باوس (مواليد 1829)

### يونيو
- 20 يونيو – مانويل تامايو إيه باوس (مواليد 1829)